# QUICPay
QUICPay（クイックペイ）は、JCB及びJCBの提携先が展開する電子決済サービス。「Quick & Useful IC Payment」の略。名称に「Pay」とあることで混同されることもあるが、QRコード決済サービスではない。

## 概要
ソニーが開発したFeliCa方式を採用した電子決済（非接触決済）サービスである。後述するように後払（ポストペイ）・即時払（デビット）・前払（プリペイド）の3種類に対応しており、それぞれクレジットカード（後払）・デビットカード（即時払）・プリペイドカード（前払）の決済に紐付けられる。同様の電子マネーサービスにはNTT docomoが提供するiD（アイディ）がある。多くのクレジットカードがQUICPay又はiDに対応している。
日本生産性本部サービス産業生産性協議会が実施するJCSI（日本版顧客満足度指数）調査で電子マネー部門において2021年度に1位を獲得したが、2022年度はiDに後塵を拝している。
2022年3月末時点で182社が発行しているが、QUICPayは電子決済方法の一つに過ぎないため、ポイントが貯まるかどうかは発行元（カード会社）ごとに異なる。会員数は、2025年3月時点で3,000万人以上である。

## 種類
2005年から開始されたQUICPayと、2016年から開始されたQUICPay+があり、いずれもJCBが商標登録している。前者は後払（ポストペイ）に、後者は後払（ポストペイ）・即時払（デビット）・前払（プリペイド）にそれぞれ対応している。

### QUICPay
JCBとイオンクレジットサービス（後のイオンフィナンシャルサービス）が開発し、2004年7月20日に発表した。
JCBは2005年4月4日に本サービスの提供を開始した。一方、イオンクレジットサービスはQUICPayの採用を見送り、エヌ・ティ・ティ・ドコモ（後のNTTドコモ）が運営するiDを2006年11月1日に開始している（2013年4月1日にイオン銀行に事業を承継）。イオングループ各社が経営する店舗では2010年までQUICPayが導入されなかった。

### QUICPay+
QUICPay+（クイックペイプラス）は、QUICPayの機能を拡張した電子決済サービスである。
2016年10月25日からAppleが提供するApple PayがQUICPay+に対応した（クレジットは同日、プリペイドは2017年7月4日、デビットは2019年8月29日からそれぞれ対応している）。
2018年3月22日からみずほ銀行が提供する「みずほWallet」を利用してデビットに対応した。
2018年10月9日からGoogleが提供するGoogle PayがQUICPay+に対応した。
2020年6月22日から三菱UFJ銀行が提供する「MUFG Wallet」がQUICPay+に対応したが、2021年12月20日を以て終了した。
QUICPay+の加盟店は、QUICPayとQUICPay+の両方を取り扱うことができる。QUICPay+として利用される場合は1回の会計で2万円を超える金額を取り扱うことができるが、みずほWallet（みずほWallet for Android に限る）及びGoogle Payはそれぞれ3万円までに限られる。また、発行元に依っては独自の上限が設けられている場合もある。

## 利用形態
QUICPayは、対応するICカードやスマートフォン等のモバイル機器で利用することができるが、QUICPay+は、対応するモバイル機器のみ利用することができる。

### カード
QUICPayの機能を搭載するカード（ICカード）でQUICPayを利用するものである。

#### QUICPayカード
QUICPay機能のみの専用カードであるが、ETCカードのようにクレジットカードに追加して発行されるもので、専用カードを単独で申し込むことはできない。JCB、SMBCファイナンスサービス、住信SBIネット銀行、アプラス、オリエントコーポレーション、トヨタファイナンス、UCSなどが発行しているクレジットカード（一部を除く）に追加して発行することができる。
「カード」と称しているが、機能を阻害しない限り形状は自由である。たとえば、JCBは、コイン型のQUICPayコインを発行している。また、JCBはかつて、期間限定で「ブーメラン型」という形状のQUICPayカードを発行していた。

#### nanacoカード

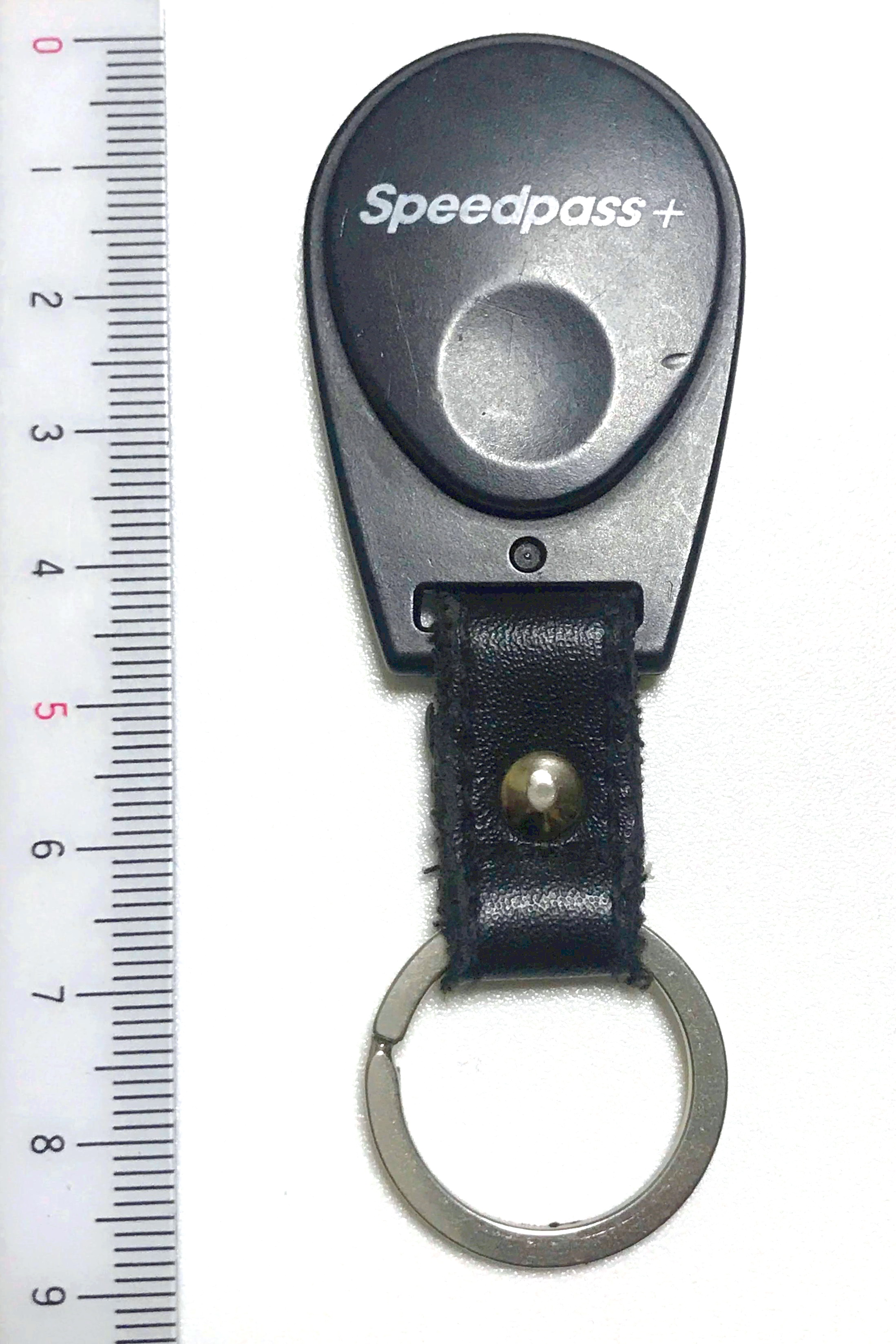
ENEOSのスピード決済ツール（旧・スピードパスプラス）。裏面にはQUICPay・nanacoのロゴが印刷されている。

セブン・カードサービスが発行する「nanacoカード」は、「QUICPay（nanaco）」として利用することができる（同社が発行する「セブンカード・プラス」（nanaco一体型）をQUICPayとして利用することはできない）。同社のほか、JCB、SMBCファイナンスサービスなどが対応している。
また、日専連釧路、日専連ジェミス、日専連ホールディングス、日専連ライフサービスが取り扱う「日専連QUICPay（nanaco）」や、JCBグループの中部しんきんカードが発行する「CHUBUCA」、福井銀行が発行する「JURACA」、中国銀行が発行する「晴れの国カード」もnanacoのほか、QUICPayとして利用することができる。
特殊な形状のものとして、JCBが全日本空輸（ANA）と提携し発行する「ANA JCBカード」に追加して発行される「ANA QUICPay+nanaco」もnanacoのほか、QUICPayとして利用することができる。なお、ENEOSの「スピード決済ツール」（旧・スピードパスプラス）は、2019年6月末に新規の発行を終了している。

#### 電子マネー一体型
電子マネー機能を搭載したQUICPayカードもある。たとえば、JCBグループの広島銀行が発行する「〈ひろぎん〉PASPY」にはPASPY運営協議会のPASPY（発行者は広島電鉄）が搭載されている（同行が発行するHIROCAは2021年3月31日に取扱を終了した）。
また、トヨタファイナンスがトヨタオートモールクリエイトと提携し発行する「トレッサスタイルカードプラス」にはトレッサマネーが搭載されている。

#### クレジットカード一体型
クレジットカードにQUICPayの機能を搭載したものである。JCB、住信SBIネット銀行、オリエントコーポレーション、トヨタファイナンスなどが発行しているクレジットカード（一部を除く）に搭載する事が出来る。
なお、JCBは、2021年12月8日に JCB ORIGINAL SERIES を一新し、JCBのタッチ決済を搭載した。但し、QUICPayとは互換性がない為、QUICPay搭載型の発行も継続し、QUICPay搭載型の新カードへの変更も不可としている。

### モバイル
FeliCaに対応する携帯電話やウェアラブルコンピュータを用いてQUICPayやQUICPay+を利用するものである。

#### QUICPayモバイル
おサイフケータイで利用することができる。アプリは、JCBが提供するQUICPay設定アプリと各社が提供するQUICPayアプリが必要である。1台のおサイフケータイには1つのQUICPayモバイルのみ登録することができる（1台のおサイフケータイで複数のQUICPayモバイルを使い分けることはできない）。しかし、複数のQUICPayモバイルを申し込むことと、申し込んで登録しないままにすることは（初期パスワードの有効期限の問題はあるが）可能であり、従前のQUICPayモバイルを削除し、別のQUICPayモバイルを登録することは、煩雑ではあるものの可能である（QUICPayの発行元が異なる場合はQUICPayアプリの削除とインストールが必要）。
なお、フィーチャーフォン向けサービスは、au（KDDI及び沖縄セルラー電話）が2020年10月31日を以て終了（第3世代移動通信システムであるCDMA 1X WINも2022年3月31日を以て終了）したほか、SoftBank（ソフトバンク）が同日、NTT docomo（NTTドコモ）が同年12月1日を以てそれぞれ終了した（既にQUICPayモバイルが登録されている場合は有効期限まで利用する事が出来る）。
また、American Express International （日本支社）は2019年2月28日、日専連グループ各社は2020年4月30日まで、JCBグループ各社は2021年3月31日にそれぞれQUICPayモバイルを終了している。
QUICPayモバイルに登録するには、対応するクレジットカードが必要であるが、クレジットカードを発行せずにQUICPayを利用することができるサービスとしてトヨタファイナンスの「おサイフくんQUICPay」（2023年3月31日を以て終了を予定している）がある（実店舗での決済に利用するためのカードが発行されないだけであり公共料金や電子商取引での決済に利用することができる番号は別途発行される）。
2023年12月4日、本サービスの提供を2024年3月31日で終了する事を発表した。後述のApple PayとGoogle Pay経由での決済は引き続き利用できる。

#### おサイフケータイ対応アクセサリ
おサイフケータイ対応アクセサリに対応した機種を用いてQUICPayを利用するものである。利用するには、AppleのiPhoneにフェリカネットワークスが提供するおサイフリンクをインストールする必要がある。
NTTドコモのおサイフケータイ ジャケット01（パナソニックモバイルコミュニケーションズ製）やソニーのwena(wrist/wrist pro/wrist active/3)が対応している。

#### Google Pay
QUICPay+をGoogle Payで利用するには、Android 5.0以降を搭載するスマートフォンにフェリカネットワークスが提供するおサイフケータイ 6.1.5以降をインストールする必要がある。
日本のクレジットカード・デビットカード・プリペイドカードが対応している。

#### Apple Pay
QUICPay+をApple Payで利用するには、AppleのiPhone（7/7 Plus及び8/8 Plus以降）又はApple Watch（Series 2及びSeries 3以降）で設定する事が出来る。
日本のクレジットカード・デビットカード・プリペイドカードの外、American Express International （日本支社）及び聯邦商業銀行が発行するクレジットカードが対応している。但し、日本以外の国や地域でQUICPay+を利用する事は出来ない。

## 終了したサービス

### お試しQUICPay
お試しQUICPayは、JCBが提供していたサービスである。おサイフケータイで提供されるサービスとして2006年9月7日に発表され、当初はKDDI及び沖縄セルラー電話が対応し、同年11月10日にソフトバンクモバイル（現：ソフトバンク）、同年11月14日にエヌ・ティ・ティ・ドコモと地域会社8社（現：NTTドコモ）がそれぞれ対応した。
お試し用のため、同一のおサイフケータイでの申し込みは1回限り、利用期間が3ヵ月、利用限度額が10,000円の制限が設けられていた。

### おこづかいQUICPay
おこづかいQUICPayは、JCBが提供していたサービスである。おサイフケータイで提供されるサービスとして2013年8月26日に開始された。
10歳から利用する事が出来、本会員の子供などを利用者に想定していた。

## 対応しているカード

### クレジットカード
2022年9月7日現在。
| 発行元                               | QUICPayカード | QUICPay (nanaco) | QUICPayモバイル | Google Pay | Apple Pay |
| ------------------------------------ | ------------- | ---------------- | --------------- | ---------- | --------- |
| ジェーシービー                       | 可            | 可               | 不可            | 可         | 可        |
| 三菱UFJニコス                        | 不可          | 不可             | 不可            | 不可       | 可        |
| りそなカード                         | 不可          | 不可             | 不可            | 可         | 可        |
| 道銀カード                           | 不可          | 不可             | 可              | 不可       | 不可      |
| あおぎんカードサービス               | 不可          | 不可             | 不可            | 不可       | 可        |
| みちのくカード                       | 不可          | 不可             | 可              | 不可       | 不可      |
| いわぎんディーシーカード             | 不可          | 不可             | 不可            | 不可       | 可        |
| 東北ジェーシービーカード             | 可            | 可               | 不可            | 可         | 可        |
| 七十七カード                         | 可            | 可               | 不可            | 可         | 可        |
| 秋田ジェーシービーカード             | 可            | 可               | 不可            | 可         | 可        |
| フィデアカード                       | 不可          | 不可             | 可              | 不可       | 不可      |
| やまぎんカードサービス               | 不可          | 不可             | 不可            | 不可       | 可        |
| 東邦カード                           | 可            | 可               | 不可            | 可         | 可        |
| めぶきカード                         | 不可          | 不可             | 不可            | 不可       | 可        |
| 群銀カード                           | 可            | 可               | 不可            | 可         | 可        |
| むさしのカード                       | 可            | 可               | 不可            | 可         | 可        |
| ちば興銀カードサービス               | 不可          | 不可             | 可              | 不可       | 不可      |
| ちばぎんジェーシービーカード         | 可            | 可               | 不可            | 可         | 可        |
| ちばぎんディーシーカード             | 不可          | 不可             | 不可            | 不可       | 可        |
| スルガカード                         | 可            | 可               | 不可            | 可         | 可        |
| きらぼしJCB                          | 可            | 可               | 不可            | 可         | 可        |
| 第四ジェーシービーカード             | 可            | 可               | 不可            | 可         | 可        |
| 第四ディーシーカード                 | 不可          | 不可             | 不可            | 不可       | 可        |
| 北越カード                           | 不可          | 不可             | 可              | 不可       | 不可      |
| 北陸カード                           | 可            | 可               | 不可            | 可         | 可        |
| 北国クレジットサービス               | 可            | 可               | 不可            | 可         | 可        |
| 福井カード                           | 不可          | 不可             | 不可            | 不可       | 可        |
| 山梨中銀ディーシーカード             | 不可          | 不可             | 不可            | 不可       | 可        |
| 八十二カード                         | 不可          | 不可             | 不可            | 不可       | 可        |
| 十六カード                           | 不可          | 不可             | 不可            | 不可       | 可        |
| 静銀セゾンカード                     | 不可          | 不可             | 不可            | 可         | 可        |
| 静銀ディーシーカード                 | 不可          | 不可             | 不可            | 不可       | 可        |
| 清水リース&カード                    | 不可          | 不可             | 不可            | 不可       | 可        |
| OKBペイメントプラット                | 不可          | 不可             | 可              | 不可       | 不可      |
| 百五カード                           | 不可          | 不可             | 不可            | 不可       | 可        |
| 第三カードサービス                   | 不可          | 不可             | 可              | 不可       | 不可      |
| しがぎんジェーシービー               | 可            | 可               | 不可            | 可         | 可        |
| 滋賀ディーシーカード                 | 不可          | 不可             | 不可            | 不可       | 可        |
| 京銀カードサービス                   | 可            | 可               | 不可            | 可         | 可        |
| 京都クレジットサービス               | 不可          | 不可             | 不可            | 不可       | 可        |
| 池田泉州JCB                          | 可            | 可               | 不可            | 可         | 可        |
| 池田泉州DC                           | 不可          | 不可             | 不可            | 不可       | 可        |
| 南都ディーシーカード                 | 不可          | 不可             | 不可            | 不可       | 可        |
| 紀陽カード                           | 可            | 可               | 不可            | 可         | 可        |
| 紀陽カードディーシー                 | 不可          | 不可             | 不可            | 不可       | 可        |
| とりぎんカードサービス               | 可            | 可               | 不可            | 可         | 可        |
| 中銀カード                           | 可            | 可               | 不可            | 可         | 可        |
| ひろぎんカードサービス               | 不可          | 不可             | 不可            | 不可       | 可        |
| やまぎんカード                       | 不可          | 不可             | 不可            | 不可       | 可        |
| 阿波銀カード                         | 可            | 可               | 不可            | 可         | 可        |
| 百十四ジェーシービーカード           | 可            | 可               | 不可            | 可         | 可        |
| 九州カード                           | 不可          | 不可             | 不可            | 不可       | 可        |
| FFGカード                            | 不可          | 不可             | 可              | 不可       | 不可      |
| 肥銀カード                           | 不可          | 不可             | 可              | 不可       | 不可      |
| 大分カード                           | 可            | 可               | 不可            | 可         | 可        |
| 宮銀カード                           | 可            | 可               | 不可            | 可         | 可        |
| 鹿児島カード                         | 可            | 可               | 不可            | 可         | 可        |
| りゅうぎんディーシー                 | 不可          | 不可             | 不可            | 不可       | 可        |
| おきぎんジェーシービー               | 可            | 可               | 不可            | 可         | 可        |
| 札幌北洋カード                       | 不可          | 不可             | 不可            | 不可       | 可        |
| きたぎんユーシー                     | 不可          | 不可             | 可              | 不可       | 不可      |
| きらやかカード                       | 不可          | 不可             | 可              | 不可       | 不可      |
| ふくぎんリース&クレジット            | 不可          | 不可             | 可              | 不可       | 不可      |
| 大東クレジットサービス               | 不可          | 不可             | 不可            | 不可       | 可        |
| とちぎんカード・サービス             | 不可          | 不可             | 不可            | 不可       | 可        |
| 東和カード                           | 不可          | 不可             | 不可            | 不可       | 可        |
| 東日本銀ジェーシービーカード         | 可            | 可               | 不可            | 可         | 可        |
| たいこうカード                       | 不可          | 不可             | 不可            | 不可       | 可        |
| 富山ファースト・ディーシー           | 不可          | 不可             | 不可            | 不可       | 可        |
| 福邦カード                           | 不可          | 不可             | 可              | 不可       | 不可      |
| 長野カード                           | 不可          | 不可             | 可              | 不可       | 不可      |
| 中京カード                           | 不可          | 不可             | 不可            | 不可       | 可        |
| 愛銀ディーシーカード                 | 不可          | 不可             | 不可            | 不可       | 可        |
| 名古屋カード                         | 可            | 可               | 不可            | 可         | 可        |
| 名古屋エム・シーカード               | 不可          | 不可             | 不可            | 不可       | 可        |
| みなとカード                         | 可            | 可               | 不可            | 可         | 可        |
| しまぎんユーシーカード               | 不可          | 不可             | 可              | 不可       | 不可      |
| トマトカード                         | 不可          | 不可             | 可              | 不可       | 不可      |
| もみじカード                         | 不可          | 不可             | 可              | 不可       | 不可      |
| トモニカード                         | 不可          | 不可             | 可              | 不可       | 不可      |
| 愛媛ジェーシービー                   | 可            | 可               | 不可            | 可         | 可        |
| 高知カード                           | 可            | 可               | 不可            | 可         | 可        |
| 菱信ディーシーカード                 | 不可          | 不可             | 不可            | 不可       | 可        |
| 三井住友トラストクラブ               | 不可          | 不可             | 不可            | 不可       | 可        |
| 商工中金カード                       | 可            | 可               | 不可            | 可         | 可        |
| しんきんカード                       | 可            | 可               | 不可            | 可         | 可        |
| 東北しんきんカード                   | 可            | 可               | 不可            | 可         | 可        |
| 中部しんきんカード                   | 可            | 可               | 不可            | 可         | 可        |
| 近畿しんきんカード                   | 可            | 可               | 不可            | 可         | 可        |
| 中国しんきんカード                   | 可            | 可               | 不可            | 可         | 可        |
| 九州しんきんカード                   | 可            | 可               | 不可            | 可         | 可        |
| 労金カードサービス                   | 不可          | 不可             | 可              | 不可       | 不可      |
| 第一生命カードサービス               | 不可          | 不可             | 可              | 不可       | 不可      |
| 東京海上日動ファイナンス             | 不可          | 不可             | 不可            | 不可       | 可        |
| SMBCファイナンスサービス             | 可            | 可               | 可              | 不可       | 不可      |
| 住信SBIネット銀行                    | 可            | 不可             | 不可            | 不可       | 可        |
| 秋田銀行                             | 可            | 可               | 不可            | 可         | 可        |
| 岩手銀行                             | 不可          | 不可             | 不可            | 不可       | 可        |
| 東邦銀行                             | 可            | 可               | 不可            | 可         | 可        |
| 足利銀行                             | 不可          | 不可             | 不可            | 不可       | 可        |
| 常陽銀行                             | 不可          | 不可             | 不可            | 不可       | 可        |
| 千葉銀行                             | 不可          | 不可             | 不可            | 不可       | 可        |
| 第四北越銀行                         | 可            | 可               | 不可            | 可         | 可        |
| 八十二銀行                           | 不可          | 不可             | 不可            | 不可       | 可        |
| 福井銀行                             | 可            | 可               | 不可            | 可         | 可        |
| 静岡銀行                             | 不可          | 不可             | 不可            | 不可       | 可        |
| スルガ銀行                           | 可            | 可               | 不可            | 不可       | 不可      |
| 百五銀行                             | 不可          | 不可             | 不可            | 不可       | 可        |
| 滋賀銀行                             | 不可          | 不可             | 不可            | 不可       | 可        |
| 京都銀行                             | 不可          | 不可             | 不可            | 不可       | 可        |
| 山陰合同銀行                         | 可            | 可               | 不可            | 可         | 可        |
| 中国銀行                             | 可            | 可               | 不可            | 可         | 可        |
| 広島銀行                             | 不可          | 不可             | 不可            | 不可       | 可        |
| 山口銀行                             | 可            | 可               | 不可            | 可         | 可        |
| 百十四銀行                           | 不可          | 不可             | 不可            | 不可       | 可        |
| 伊予銀行                             | 不可          | 不可             | 不可            | 不可       | 可        |
| 福岡銀行                             | 可            | 可               | 不可            | 可         | 可        |
| 佐賀銀行                             | 可            | 可               | 不可            | 可         | 可        |
| 北洋銀行                             | 不可          | 不可             | 不可            | 不可       | 可        |
| 仙台銀行                             | 不可          | 不可             | 可              | 不可       | 不可      |
| ゆうちょ銀行                         | 可            | 可               | 不可            | 可         | 可        |
| クレディセゾン                       | 不可          | 不可             | 可              | 可         | 可        |
| ジャックス                           | 不可          | 不可             | 不可            | 可         | 可        |
| ニッセン・クレジットサービス         | 不可          | 不可             | 不可            | 可         | 可        |
| エムアイカード                       | 不可          | 不可             | 不可            | 可         | 可        |
| ゆめカード                           | 不可          | 不可             | 不可            | 可         | 可        |
| アプラス                             | 可            | 不可             | 可              | 不可       | 可        |
| オリエントコーポレーション           | 可            | 不可             | 可              | 不可       | 可        |
| トヨタファイナンス                   | 可            | 不可             | 可              | 不可       | 可        |
| UCS                                  | 可            | 不可             | 可              | 不可       | 可        |
| セブン・カードサービス               | 不可          | 可               | 不可            | 不可       | 可        |
| セブンCSカードサービス               | 不可          | 不可             | 可              | 可         | 可        |
| 出光クレジット                       | 不可          | 不可             | 不可            | 可         | 可        |
| 大和ハウスフィナンシャル             | 不可          | 不可             | 不可            | 可         | 可        |
| 髙島屋ファイナンシャル・パートナーズ | 不可          | 不可             | 不可            | 不可       | 可        |
| ビューカード                         | 不可          | 不可             | 不可            | 不可       | 可        |
| エポスカード                         | 不可          | 不可             | 不可            | 不可       | 可        |
| アコム                               | 不可          | 不可             | 不可            | 可         | 可        |
| 楽天カード                           | 不可          | 不可             | 不可            | 可         | 可        |
| PayPayカード                         | 不可          | 不可             | 不可            | 不可       | 可        |
| auフィナンシャルサービス             | 不可          | 不可             | 不可            | 不可       | 可        |
| 西日本旅客鉄道                       | 不可          | 不可             | 不可            | 不可       | 可        |
| 九州日本信販                         | 不可          | 不可             | 不可            | 可         | 可        |
| オーシー                             | 不可          | 不可             | 不可            | 可         | 可        |
| 宮崎信販                             | 不可          | 不可             | 不可            | 可         | 可        |
| OCS                                  | 不可          | 不可             | 不可            | 可         | 可        |
| ニッセンレンエスコート               | 可            | 不可             | 不可            | 可         | 可        |
| 日専連旭川                           | 不可          | 不可             | 不可            | 可         | 可        |
| 日専連釧路                           | 不可          | 可               | 不可            | 可         | 可        |
| 日専連ジェミス                       | 不可          | 可               | 不可            | 可         | 可        |
| 日専連ニックコーポレーション         | 不可          | 不可             | 不可            | 可         | 可        |
| 日専連パシフィック                   | 不可          | 不可             | 不可            | 可         | 可        |
| 日専連ホールディングス               | 不可          | 可               | 不可            | 可         | 可        |
| 日専連パートナーズ                   | 不可          | 不可             | 不可            | 可         | 可        |
| 日専連ライフサービス                 | 不可          | 可               | 不可            | 可         | 可        |
| 日専連ファイナンス                   | 不可          | 可               | 不可            | 可         | 可        |
| モデル百貨                           | 不可          | 不可             | 不可            | 可         | 可        |
| American Express International       | 不可          | 不可             | 不可            | 不可       | 可        |
| 聯邦商業銀行                         | 不可          | 不可             | 不可            | 不可       | 可        |

### デビットカード
2022年9月28日現在。
| 発行元                 | Google Pay | Apple Pay | みずほWallet |
| ---------------------- | ---------- | --------- | ------------ |
| みずほ銀行             | 可         | 可        | 可           |
| 三菱UFJ銀行            | 可         | 可        | 不可         |
| auじぶん銀行           | 可         | 可        | 不可         |
| みんなの銀行           | 可         | 可        | 不可         |
| 秋田銀行               | 可         | 可        | 不可         |
| 七十七銀行             | 可         | 可        | 不可         |
| 東邦銀行               | 可         | 可        | 不可         |
| 千葉銀行               | 可         | 可        | 不可         |
| 八十二銀行             | 可         | 可        | 不可         |
| 大垣共立銀行           | 可         | 可        | 不可         |
| 十六銀行               | 可         | 可        | 不可         |
| 京都銀行               | 可         | 可        | 不可         |
| 紀陽銀行               | 可         | 可        | 不可         |
| 中国銀行               | 可         | 可        | 不可         |
| 広島銀行               | 可         | 可        | 不可         |
| 山口銀行               | 可         | 可        | 不可         |
| 阿波銀行               | 可         | 可        | 不可         |
| 福岡銀行               | 可         | 可        | 不可         |
| 佐賀銀行               | 可         | 可        | 不可         |
| 十八親和銀行           | 可         | 可        | 不可         |
| 肥後銀行               | 可         | 可        | 不可         |
| 鹿児島銀行             | 可         | 可        | 不可         |
| 沖縄銀行               | 可         | 可        | 不可         |
| 北洋銀行               | 可         | 可        | 不可         |
| 栃木銀行               | 可         | 可        | 不可         |
| 名古屋銀行             | 可         | 可        | 不可         |
| 愛媛銀行               | 可         | 可        | 不可         |
| 熊本銀行               | 可         | 可        | 不可         |
| やまぎんカードサービス | 可         | 可        | 不可         |
| 北陸カード             | 可         | 可        | 不可         |
| 池田泉州JCB            | 可         | 可        | 不可         |
| 九州カード             | 可         | 可        | 不可         |

### プリペイドカード
2022年10月1日現在。
| 発行元             | Google Pay | Apple Pay |
| ------------------ | ---------- | --------- |
| ジェーシービー     | 可         | 不可      |
| アプラス           | 可         | 可        |
| トヨタファイナンス | 可         | 可        |
| MIXI               | 可         | 可        |
| Kyash              | 可         | 可        |
| auペイメント       | 不可       | 可        |

## 加盟店
加盟店の数は、2021年12月末時点で170万ヶ所以上、2022年6月末時点で188万ヶ所以上である。対応する端末の数は、2019年12月末時点で約113万台、2020年3月末時点で約116万台、同年6月末時点で約121万台、同年9月末時点で約130万台、同年12月末時点で約133万台と推移している。加盟店は、JCB、ユーシーカード、トヨタファイナンスなどが開拓している。
利用することができる加盟店は、次表の通りである。
| サービス | 利用形態        | 種類       | 加盟店  | 加盟店   |
| サービス | 利用形態        | 種類       | QUICPay | QUICPay+ |
| -------- | --------------- | ---------- | ------- | -------- |
| QUICPay  | QUICPayカード   | クレジット | 2万円迄 | 2万円迄  |
| QUICPay  | QUICPayモバイル | クレジット | 2万円迄 | 2万円迄  |
| QUICPay+ | みずほWallet    | デビット   | 不可    | 3万円迄  |
| QUICPay+ | Google Pay      | クレジット | 2万円迄 | 3万円迄  |
| QUICPay+ | Google Pay      | デビット   | 不可    | 3万円迄  |
| QUICPay+ | Google Pay      | プリペイド | 不可    | 3万円迄  |
| QUICPay+ | Apple Pay       | クレジット | 2万円迄 | 可       |
| QUICPay+ | Apple Pay       | デビット   | 不可    | 可       |
| QUICPay+ | Apple Pay       | プリペイド | 不可    | 可       |

## 決済端末
クレジットカード・デビットカードを扱う加盟店はQUICPay対応の信用照会端末に置き換えるだけで、QUICPay決済機能を追加することができる。当初はCARDNETのオムロン製端末しか選択肢がなかったが、今では共用端末も含め、各メーカーのCATが登場している。
最近ではNTTドコモが提供しているiDや楽天Edyなどと複数の電子マネーを扱える端末を加盟店に設置している。エディオングループ・すかいらーくグループの店舗の端末は複数の電子マネーが使えるようになり、電子マネーの利用を促進している。
なお、富士電機の下記の端末は、2014年10月以降に発売されたスマートフォンの一部においてQUICPayを利用することができない場合があることが告知されている。
- FAP10
- FCL-C100

## 沿革

### 前史
- 1999年
JCBは、1999年にオープンしたお台場パレットタウンにあるメガウェブ館内のアトラクション・売店利用料の支払いに利用できる、独自方式の非接触ICカード「MEGA WEB Member's Card」で日本初の実用化サービスを開始した。
これは2種類あり、一つはプリペイド方式である。
もう一つは、利用日ごとにクレジットカードとMember's Cardを現地窓口に提示して紐付けを行い、そのMember's Cardの利用代金を紐付けしたクレジットカードに請求する「リンク式ポストペイ（後払）方式」である。これがのちにQUICPayにつながっていく。
なお「MEGA WEB Member's Card」のサービスは2003年3月末で終了している。
- 2002年 - イオンクレジットサービス（後のイオンフィナンシャルサービス）が、非接触ICチップつきハイブリッドICクレジットカードを発行し、イオンタワーで実証実験を行った[79]。
- 2003年 - JCBが企業向けソリューションとして、リンク式ポストペイ方式による社内食堂利用や社員証・入館証・パソコンのログインID機能を備えたカード「Offica」を実用化した。
- 2004年 - JCBとイオンクレジットサービスがQUICPayの開発を発表した[8]。

### QUICPayの開始
- 2005年4月4日 - JCBはQUICPayサービスを開始した。JCBは100円程度の少額決済もスピーディーにできる点を、飲料自動販売機などを用いた実用試験時からアピールしていた。
  - 10月にモバイル決済推進協議会が発足。
- 2006年5月19日 - セブン&アイ・ホールディングスが、同社の子会社であるセブン-イレブン・ジャパンが展開するコンビニエンスストアセブン-イレブンの店舗に導入するPOSレジスターに、松下電器産業（現：パナソニック）製のマルチリーダーライターを搭載することを発表した。
- 2006年8月28日 - KDDIと沖縄セルラー電話がこの日に発表した機種からQUICPayがプリインストールされた[80]。
- 2006年9月27日 - 東日本旅客鉄道（JR東日本）とNTTドコモが開発する共通インフラ（共用リーダ/ライタと共通利用センター）をJCBが利用することで合意した[81][82][83][84]。
- 2007年3月 - ユニーがアピタ鳴海店、アピタ豊田元町店（現：MEGAドン・キホーテUNY豊田元町店）、アピタ安城南店、アピタ岡崎北店、アピタ刈谷店の5店舗に先行導入。
  - 7月13日 - ローソン、ナチュラルローソン全店にて「QUICPay」を導入[85]。
  - 12月18日 - ユニー・アピタの愛知県内19店舗、静岡県（アピタ藤枝店）、神奈川県（ユニー大口店（現：MEGAドン・キホーテUNY横浜大口店））、石川県（アピタ金沢店）で利用可能となった。
- 2008年3月21日 - ユニー・アピタの中京エリア計49店舗に拡大。
  - 4月7日 - セブン-イレブン全店に「QUICPay」を導入。
  - 4月10日 - 全国のユニー・アピタに拡大。
- 2009年2月19日 - ウィルコムICサービスに対応したPHSのおサイフケータイでQUICPayサービス開始。
  - 10月20日 - イオンが2010年2月中旬からグループ店舗約2万6,500店でQUICPayが利用可能になると発表した[12]。
- 2011年9月30日 - MOPPAが約6年にわたる活動を終了した。
- 2012年6月29日 - QUICPayオリジナルキャラクター「キューペイ」誕生とホームページで紹介される。
- 2013年4月1日 - ポプラグループ全店に「QUICPay」を導入。
- 2014年6月24日 - ファミリーマート全店にて「QUICPay」を導入[86]。
- 2025年4月4日 - サービス開始20周年。全額キャッシュバックキャンペーンを4月5日～2026年3月29日に実施[7]。

## テレビCM
キューペイによるQUICPay紹介編とキャンペーン編
QUICPayの利点をさまざまなスポーツになぞらえたテレビCMがJCBより展開されていた。各CMに共通するのは「No ***」（***いらず）というキャッチコピー。またそれぞれのユニフォームの配色も、QUICPayのロゴの配色を模したものとなっている。
No Coin編（サッカー）
試合開始時に審判がコイントスを行うが、手の甲に乗せたはずのコインが消えてしまい、そこで審判はQUICPayチームの勝利を宣言する。 - 「No Coin」（QUICPayを使用することで、小銭が不要になる）

No Sign編（野球）
打席に立ったバッターが監督のほうを見ると、監督は居眠りしている。しかし打者はその監督にうなずき、見事にホームランを打つ。 - 「No Sign」（通常のクレジットカード使用時に必要なサイン（署名）が、QUICPayでは不要）

No Charge編（マラソン）
とある給水所。ランナーが殺到し混雑するが、ある女性ランナーはそんな喧騒を尻目に駆け抜けてゆく。 - 「No Charge」（プリペイド型電子マネーで必要なチャージ（事前の入金）が、QUICPayでは不要）